# كاري لورانس
كاري لورانس (بالإنجليزية: Cary Lawrence)‏ هي ممثلة أمريكية، ولدت في 28 مايو 1964 في مونتريال في كندا.

## وصلات خارجية
- كاري لورانس على موقع IMDb (الإنجليزية)